# Emery (Utah)
Emery és una població dels Estats Units a l'estat de Utah. Segons el cens del 2000 tenia 308 habitants.

## Demografia
Segons el cens del 2000, Emery tenia 308 habitants, 123 habitatges, i 89 famílies. La densitat de població era de 98,3 habitants per km².
Dels 123 habitatges en un 29,3% hi vivien nens de menys de 18 anys, en un 61% hi vivien parelles casades, en un 6,5% dones solteres, i en un 27,6% no eren unitats familiars. En el 26,8% dels habitatges hi vivien persones soles el 12,2% de les quals corresponia a persones de 65 anys o més que vivien soles. El nombre mitjà de persones vivint en cada habitatge era de 2,5 i el nombre mitjà de persones que vivien en cada família era de 3,03.
Per edats la població es repartia de la següent manera: un 28,9% tenia menys de 18 anys, un 5,8% entre 18 i 24, un 19,2% entre 25 i 44, un 24,4% de 45 a 60 i un 21,8% 65 anys o més.
L'edat mediana era de 43 anys. Per cada 100 dones de 18 o més anys hi havia 97,3 homes.
La renda mediana per habitatge era de 40.469 $ i la renda mediana per família de 51.875 $. Els homes tenien una renda mediana de 40.104 $ mentre que les dones 31.250 $. La renda per capita de la població era de 17.195 $. Entorn del 12,1% de les famílies i el 13,1% de la població estaven per davall del llindar de pobresa.

## Poblacions més properes
El següent diagrama mostra les poblacions més properes.